# Roger Auque
Roger Auque és un periodista, espia i diplomàtic francès, nascut l'11 de gener de 1956 a Roubaix i mort el 8 de setembre de 2014. Va ser detingut com a ostatge al Líban durant prop d'un any lel 1987. Va ser ambaixador de França a Eritrea del 23 de desembre de 2009 al 22 d'agost de 2012.

## Biografia
Fill d'un assegurador de Roubaix gaullista d'esquerra i antic d'Indoxina i d'una mare comunista, s'inscriu a París en facultat d'anglès i de llengües orientals, per aprendre l'àrab. Va al Líban on s'apropa dels cristians i dels falangistes : « M'he trobat a combatre del costat cristià, amb una miríada de joves de la meva edat, va dir, dels Libanesos però també dels americans i dels francesos un poc feixista que combatien els musulmans progressistes ».
Corresponent de guerra al Líban, és segrestat per Hesbol·là « a plena llum sortint del seu immoble sota els ulls del seu confrare Paul Marchandîs » en gener 1987. La Resistència libanesa veu en ell un agent de la DGSE, el que ha denegat a l'època però serà admès per l'interessat en un llibre pòstum. Queda ostatge durant prop d'un any. És alliberat el 27 de novembre de 1987, al mateix temps que Jean-Louis Normandin, pres en l'Afer dels ostatges del Líban, a la continuació de la negociació del ministre Charles Pasqua i al lloc de Jean-Charles Marchiani.
Periodista, gran reporter a RTL, La Croix, i a Paris Match, seguidament al Figaro Magazine, Sipa Press, Gamma Photo, Ràdio-Canadà, de 1982 a 2002, és correspondent permanent a Bagdad, i després a Beirut de 2003 a 2007 i cobreix l'assassinat de Pierre Amine Gemayel, per TF1-LCI, Ràdio-Canadà, TSR, RTBF.
Raphaëlle Bacqué declara al seu propòsit : « La premsa es malfia de vegades d'aquest reporter que, el 1992, va ser denunciat pel Canard enchaîné per haver plagiat passatges sencers del reportatge d'un dels seus confrares. Però va guardar el gust de l'aventura, del París-Dakar, de la guerra a Iraq, per la qual va obtenir el darrer passatge en avió per Bagdad, del qual farà aprofitar alguns confrares. No és segur que la política li aporti les mateixes satisfaccions. »
El 2008, fou elegit conseller municipal del 9è districte de París a la llista UMP.
El 2008-2009, esdevé redactor en cap a la cadena TV franco-marroquina Medi 1 Sat a Tànger.
El desembre 2009, és anomenat ambaixador de França a Asmara en Eritrea pel president Nicolas Sarkozy. Acusat per la revista Bakchich d'haver « deixat un deute de 65 000 euros als impostos l'any del seu nomenament », porta queixa contra la revista per difamació.
El 2012, és obligat d'abandonar la seva plaça i és repatriat a França després que se li diagnostiqui un tumor al cervell,. El 2013, compara Eritrea a la Corea del Nord o a la Birmània sostingut pel Qatar i la Xina.
Mor el 8 de setembre de 2014 de les conseqüències del seu càncer, a 58 anys, després d'haver estat acompanyat, ajudat, i albergat a casa de la mare de la seva filla, Carla Auque, en la seva família, a Mareil-sur-Mauldre a les Yvelines, el que era el seu desig, per estar a prop de la seva filla Carla en els seus darrers moments.
En les seves "Mémoires posthumes" encetades alguns mesos abans la seva mort, Au service secret de la République (Al servei secret de la República) (ed. Fayard), declara sobretot : « He estat remunerat pels serveis secrets israelians per a efectuar operacions a Síria, sota cobert de reportatge ». Ha igualment ofert els seus serveis a la DGSE francesa, abans d'esdevenir un objecte d'interès per la CIA.

## Vida privada
És el pare de Vladimir Auque, nascut de Rosaria Spika, i de Carla Auque, nada de Natasha Chauvage.
El 2013, la revista L'Express revela que és el pare biològic de la diputada Marion Maréchal-Le Pen, que ha tingut amb Yann Le Pen, una de les filles de Jean-Marie Le Pen. Marion ha estat reconeguda després del seu naixement pel cònjuge de Yann Le Pen, Samuel Maréchal. Auque ha confirmat ell mateix la informació en les seves memòries pòstumes Al servei secret de la República.

### Filmografia
- Hors la vie de Maroun Bagdadi. Inspirat en Un otage à Beyrouth, Premi especial del Jurat al festival de Canes l'any 1991.

## Distincions
- Cavaller de la Legió d'Honor (2004).[21]